# Мољац (филм)
Мољац је југословенска комедија из 1984. године, снимљена у режији Миће Милошевића и  прича је о човеку званом Мољац који постане велика естрадна звезда.

## Кратак садржај
Ово је прича о глумцу Миодрагу Андрићу који са великим успехом на позорницама широм земље тумачи лик Мољца. Поставши естрадна звезда, мало по мало, лик са сцене почиње да га оптерећује и да му смета у свакодневном животу. Умишљајући да се лагано претвара у "Мољца" обраћа се лекару који је у ствари већи психопата од њега самог.
Притиснут великом популарношћу и збивањима на естради, не успева се да се снађе и упада у низ смешних ситуација.

## Улоге
| Глумац                 | Улога                     |
| ---------------------- | ------------------------- |
| Миодраг Андрић         | Љуба Мољац                |
| Никола Симић           | Лекар                     |
| Дара Џокић             | новинарка                 |
| Бранислав Петрушевић   | Петрући                   |
| Јелисавета Сека Сабљић | луда редитељка            |
| Јован Јанићијевић      | ујка                      |
| Ненад Радуловић        | певач                     |
| Војка Ћордић           | Гоца                      |
| Александар Тодоровић   | Љубин син                 |
| Јелица Сретеновић      | Гоцина мајка              |
| Даница Максимовић      | Виолета                   |
| Драгомир Чумић         | Прпић                     |
| Миливоје Мића Томић    | Гоцин деда                |
| Радисав Радојковић     | шеф самопослуге           |
| Жижа Стојановић        | Станка (ујкина комшиница) |
| Драган Лаковић         | Гоцин отац                |
| Радмила Гутеша         | Гоцина баба               |
| Ратко Танкосић         | шверцер касета            |
| Милутин Дачевић        | ваљатор                   |
| Риалда Кадрић          | медицинска сестра         |
| Предраг Милинковић     | техничар                  |
| Војислав Мићовић       | старац који тражи умрлицу |
| Ратко Милетић          | радник обезбеђења         |
| Љуба Павловић          |                           |
| Милоје Поповић         |                           |
| Миња Војводић          |                           |
| Драган Бјелогрлић      |                           |
| Боса Јанковић          |                           |